# Postępowanie nieprocesowe
Postępowanie nieprocesowe (dawniej także postępowanie niesporne; łac. iurisdictio voluntaria, niem. freiwillige Gerichtsbarkeit, fr. jurisdiction gracieuse, wł. giurisdizione voluntaria) – jeden z dwóch zasadniczych trybów cywilnego sądowego postępowania rozpoznawczego, znany prawu postępowania cywilnego Polski i innych krajów kontynentalnego systemu prawa. 

## Założenia teoretyczne
Postępowanie nieprocesowe stanowi równoległy do procesu cywilnego tryb postępowania rozpoznawczego. Funkcjonuje jako wyjątek od zasady, że wszystkie sprawy cywilne są rozpoznawane w procesie – w konsekwencji w postępowaniu nieprocesowym rozpoznaje się tylko sprawy, które zostały wyraźnie skierowane do tego trybu. 
Powstaje więc kwestia, jakie sprawy powinny być kierowane do rozpoznania w postępowaniu nieprocesowym. W nauce prawa jest ona sporna. Ostatnio wydaje się przeważać zdanie, że założeniem postępowania nieprocesowego jest rozpoznawanie w tym trybie spraw, w których większą rolę gra interes publiczny niż indywidualny. To podstawowe kryterium uzupełniają pochodne od niego kryteria pomocnicze: 
- brak możliwości wyróżnienia stron sporu o sprzecznych interesach,
- potrzeba wszczęcia postępowania z urzędu,
- potrzeba wielokrotnego orzekania w tej samej sprawie.

W praktyce ustawodawczej i sądowej stosowanie tych kryteriów nie jest łatwe i powstają na tym tle trudności – na przykład z przepisów nie wynika jednoznacznie, czy sprawa o zniesienie służebności drogi koniecznej ma być rozpoznawana w procesie, czy w postępowaniu nieprocesowym. Nauka postępowania cywilnego wyróżnia dwie grupy ustawodawstw: te, w których zakres postępowania nieprocesowego jest ograniczony do spraw ściśle bezspornych oraz te, w których obejmuje on także sprawy z natury swej sporne. Wydaje się, że polskie prawo cywilne procesowe należy do tej drugiej grupy. 
Konsekwencją przewagi interesu publicznego nad prywatnym jest znacznie szerszy niż w procesie zakres działania sądu z urzędu. 
Z reguły w postępowaniu nieprocesowym są rozpoznawane sprawy o ukształtowanie prawa. 

## Historia

### Prawo rzymskie
Postępowanie nieprocesowe zaczęło się kształtować już w prawie rzymskim. W zasadzie nie znało ono innego trybu rozpoznawania spraw cywilnych, niż proces, jednak w niektórych rodzajach spraw sąd miał szerszą władzę, w ramach której nie był ograniczony żądaniami i zarzutami stron. Były to zwłaszcza sprawy dotyczące stosunków rodzinnych i opiekuńczych. Ta tradycja prawna przetrwała do czasów nowożytnych i znalazła wyraz między innymi w kodyfikacji napoleońskiej i w kodyfikacjach państw zaborczych, obowiązujących w Polsce międzywojennej. 

### Unifikacja prawa polskiego
W toku unifikacji prawa cywilnego w Polsce do 1939 nie zdążono opracować jednolitego prawa postępowania nieprocesowego. Zostało ono zunifikowane dopiero 1 stycznia 1946 dekretem Krajowej Rady Narodowej z 18 lipca 1945 – Kodeks postępowania niespornego. Kodeks ten obejmował jednak tylko przepisy wspólne dla wszelkich postępowań prowadzonych w tym trybie. Poszczególne te postępowania były unormowane licznych innych aktach normatywnych, z których najważniejszymi były: 
- dekret z 29 sierpnia 1945 w sprawie postępowania o uznanie za zmarłego i o stwierdzenie zgonu (Dz.U. z 1945 r. nr 40, poz. 226),
- dekret z 29 sierpnia 1945 w sprawie postępowania o ubezwłasnowolnienie (Dz.U. z 1945 r. nr 40, poz. 225),
- dekret z 8 listopada 1946 o postępowaniu niespornym z zakresu prawa rzeczowego (Dz.U. z 1946 r. nr 63, poz. 345),
- dekret z 8 listopada 1946 o postępowaniu spadkowym (Dz.U. z 1946 r. nr 63, poz. 346),
- dekret z 20 grudnia 1946 o postępowaniu dotyczącym złożenia przedmiotu świadczenia do depozytu sądowego lub na zachowanie (Dz.U. z 1947 r. nr 8, poz. 41),
- ustawa z 27 czerwca 1950 o postępowaniu niespornym w sprawach rodzinnych oraz z zakresu kurateli (Dz.U. z 1950 r. nr 34, poz. 310),
- dekret z 8 czerwca 1955 – prawo o aktach stanu cywilnego (Dz.U. z 1955 r. nr 25, poz. 151).

W toku prac nad kodyfikacją polskiego prawa cywilnego, prowadzonych w drugiej połowie lat 50. XX wieku, zdecydowano nie powielać wzorów radzieckich i zachować tradycję prawną przyjętą na ziemiach polskich. W efekcie po kodyfikacji polskiego prawa postępowania cywilnego w Kodeksie postępowania cywilnego postępowanie nieprocesowe nie stało się jednym z postępowań odrębnych w ramach procesu, lecz pozostało równorzędnym wobec procesu trybem rozpoznawania spraw cywilnych. 
Obecnie w Polsce postępowanie nieprocesowe reguluje księga druga części pierwszej Kodeksu postępowania cywilnego z 1964. Księga ta w tytule pierwszym zawiera przepisy wspólne dla wszystkich postępowań nieprocesowych (art. 506-525 k.p.c.), zaś w tytule drugim wylicza postępowania prowadzone w tym trybie, dzieląc je według gałęzi prawa materialnego, którego dotyczą (art. 526-6948 k.p.c.). Spośród przepisów regulujących postępowanie nieprocesowe w konkretnych rodzajach spraw poza Kodeksem pozostały przepisy regulujące rozgraniczenie nieruchomości, sprawy z zakresu prawa o aktach stanu cywilnego, prawa o notariacie, ustawy z 26 października 1982 o postępowaniu w sprawach nieletnich, ustawy z 26 października 1982 o wychowaniu w trzeźwości i przeciwdziałaniu alkoholizmowi oraz kilka innych kwestii rzadziej spotykanych w praktyce. Przepisy o postępowaniu nieprocesowym w okresie PRL uniknęły socjalistycznych naleciałości, nie były więc w zasadzie reformowane po 1989 roku. 
W postępowaniu nieprocesowym są rozpoznawane również sprawy z zakresu prawa publicznego – przewidziane w Kodeksie wyborczym sprawy dotyczące wyborów Prezydenta RP, do Sejmu, Senatu, Parlamentu Europejskiego, rad gmin, powiatów, sejmików województwa, a także wyborów wójta, burmistrza i prezydenta miasta.

## Rozwiązania polskiego kodeksu z 1964
Postępowanie nieprocesowe nie jest w Kodeksie postępowania cywilnego uregulowane wyczerpująco i w sposób samodzielny. Do postępowania tego stosuje się przepisy o procesie (art. 13 § 2 k.p.c.) – w sposób odpowiedni, to znaczy z poszanowaniem odmienności tego postępowania. W pierwszej kolejności stosuje się przepisy regulujące dane postępowanie, w następnej – ogólne przepisy o postępowaniu nieprocesowym, a na końcu przepisy o procesie. 
Niezależnie od powyższego stosuje się jeszcze inne przepisy k.p.c. odnoszące się do wszelkich spraw cywilnych, np. Tytuł wstępny. Przepisy ogólne, lub Cz. II Postępowanie zabezpieczające.
Przepisy o poszczególnych „postępowaniach nieprocesowych” niejednokrotnie odsyłają między sobą, przy czym odesłania te bywają wielostopniowe – na przykład przepisy o podziale majątku dorobkowego małżonków po ustaniu małżeńskiej wspólności majątkowej (art. 566-567 k.p.c.) odsyłają do przepisów o dziale spadku (art. 680–689 k.p.c.), a te z kolei – do przepisów o zniesieniu współwłasności (art. 617-625 k.p.c.). 
Postępowanie nieprocesowe sąd wszczyna na wniosek, będący odpowiednikiem pozwu (art. 511 k.p.c.), jednak w przypadkach wskazanych w ustawie sąd może wszcząć również postępowanie z urzędu (art. 506 k.p.c.); możliwość ta istnieje głównie w sprawach opiekuńczych (art. 570 k.p.c.). Wniosek ten może zostać skutecznie cofnięty tylko za zgodą wszystkich uczestników (art. 512 k.p.c.). 
Postępowanie nieprocesowe prowadzi sąd rejonowy (art. 507 k.p.c.), z wyjątkiem spraw o ubezwłasnowolnienie (art. 544 k.p.c.) i separację (art. 5671 k.p.c.) oraz spraw z zakresu przepisów o przedsiębiorstwach państwowych, wymienionych  w art. 6911 § 1 k.p.c., które należą do właściwości sądu okręgowego. 
W postępowaniu tym nie ma stron procesowych – są uczestnicy postępowania o identycznym statusie procesowym (art. 510 k.p.c.). Legitymację do udziału w sprawie ma ten, którego praw będzie dotyczyć wynik postępowania. Sąd ma obowiązek z urzędu wezwać do udziału w postępowaniu zainteresowanego, który nie bierze w nim udziału. 
Mniej rygorystyczne, niż w procesie, są reguły prowadzenia postępowania – nie ma bezwzględnego obowiązku rozpoznawania spraw na rozprawie (art. 514 k.p.c.), a niestawiennictwo uczestników nie tamuje postępowania (art. 513 k.p.c.). 
Sprawa rozpoznawana w postępowaniu nieprocesowym kończy się nie wyrokiem, lecz postanowieniem (art. 516 k.p.c.). Jest to jednak tzw. postanowienie co do istoty sprawy, odmienne, niż postanowienie w kwestii wpadkowej. Postanowienie co do istoty sprawy jest zaskarżalne apelacją (art. 518 k.p.c.). Prawomocne postanowienie oddalające wniosek może zostać zmienione w razie zmiany okoliczności sprawy (art. 523 k.p.c.), możliwość zmiany prawomocnego postanowienia co do istoty sprawy przewidują również niektóre przepisy szczególne (np. art. 679 k.p.c.). 
W stosunku do procesu istnieją również inne, mniej istotne różnice, dotyczące składu i właściwości miejscowej sądu, sposobu prowadzenia posiedzeń i ogłaszania orzeczeń, kosztów postępowania, skutków prawnych postanowienia i podstaw jego wzruszenia w trybie wznowienia postępowania.
W postępowaniu nieprocesowym można wnieść skargę kasacyjną m.in. w sprawach z zakresu prawa osobowego, rzeczowego i spadkowego, a także w sprawach o przysposobienie i podział majątku wspólnego, o ile wartość przedmiotu zaskarżenia wynosi przynajmniej 150 000 złotych. Nie można złożyć skargi m.in. w sprawach o przepadek rzeczy czy likwidację niepodjętego depozytu. Od 2018 r. skarga kasacyjna jest dopuszczalna w sprawach o wydanie dziecka na podstawie Konwencji haskiej dotyczącej cywilnych aspektów uprowadzenia dziecka za granicę. Jest możliwe także wznowienie postępowania oraz wniesienie skargi o stwierdzenie niezgodności z prawem prawomocnego orzeczenia.